# Storenomorpha hainanensis
Storenomorpha hainanensis is een spinnensoort in de taxonomische indeling van de mierenjagers (Zodariidae).
Het dier behoort tot het geslacht Storenomorpha. De wetenschappelijke naam van de soort werd voor het eerst geldig gepubliceerd in 2009 door Jin & Jun Chen.